# Betsy Wetsy
Betsy Wetsy var en av de mest populära dockorna under babyboomåren efter andra världskriget, och lanserades ursprungligen av Ideal Novelty and Toy Co från New York 1935.
Dockan namngavs efter dottern till Abraham Katz, företagets ledare, och kunde kissa efter att vatten stoppats i munnen. Dockan tillverkades i flera storlekar under 1940-talet.
En Kinatillverkad version lanserades under det sena 1980-talets dagar av Ideal, men framgångarna blev inte lika stora som den ursprungliga dockan. Betsy Wetsy var en av de första större dockorna att produceras i mörkhyad version.
2003 lade Toy Industry Association dit Betsy Wetsy på sin lista över 1900-talets 100 mest hågkomna och kreaktiva leksaker.

### Fotnoter
1. 1 2 3  Izen, Judith (2005). Ideal Dolls: Identification and Values. Collector Books. Arkiverad från originalet den 25 augusti 2012. https://web.archive.org/web/20120825012528/http://www.dollsofourchildhood.com/idealbook3.html. Läst 27 augusti 2012
2. 1 2 3  Waggoner, Susan. Under the Tree: the Toys and Treats That Made Christmas Special, 1930-1970. Stewart, Tabori & Chang, 2007.
3. ↑  ”Toy Industry Association Announces Its Century of Toys List”, Business Wire, 21 January 2003, arkiverad från ursprungsadressen  den 19 mars 2008, https://web.archive.org/web/20080319020509/http://www.allbusiness.com/manufacturing/miscellaneous-mfg-doll-toy-games-games/5673984-1.html, läst 31 oktober 2008